# Project controller
En project controller (dansk: projekt controller) eller project financial analyst (dansk: projekt finansiel analytiker) er en person, der udfører intern finansiel analyse og overvåger budget og prognose begrænsninger for et engagement eller et projekt. Det er en rolle der typisk bliver brugt i større virksomheder på projekter over 10 millioner danske kroner.[kilde mangler]